# Aidos yamouna
Aidos yamouna is een vlinder uit de familie van de Aididae. De wetenschappelijke naam van de soort is voor het eerst geldig gepubliceerd in 1891 door Dognin.